# Kim Bảng, Ninh Bình
Kim Bảng là một phường miền núi thuộc tỉnh Ninh Bình, Việt Nam.

## Địa lý
Kim Bảng nằm cách phường Hoa Lư - trung tâm tỉnh lỵ Ninh Bình 43 km về phía Bắc, có vị trí địa lý:
- Phía bắc giáp phường Lê Hồ và phường Kim Thanh.
- Phía đông giáp phường Hà Nam.
- Phía tây giáp phường Tam Chúc.
- Phía nam giáp phường Lý Thường Kiệt và phường Phù Vân.

Phường Kim Bảng	có diện tích:	15,22	km², 	dân số:	23.232	người, mật độ dân số: 	1526	người/km². 	Đây là đơn vị có diện tích xếp thứ:	127	, số dân xếp thứ: 	109	và mật độ dân số xếp thứ: 	27	ở Ninh Bình.	
Phường này nằm trên Quốc lộ 21B và cũng là nơi có sông Đáy chảy qua.

## Lịch sử
Theo Nghị quyết số 1674/NQ-UBTVQH15 ngày 16/6/2025 về sắp xếp các đơn vị hành chính cấp xã của tỉnh Ninh Bình năm 2025, Sắp xếp toàn bộ diện tích tự nhiên, quy mô dân số của phường Quế, phường Ngọc Sơn và xã Văn Xá thành phường mới có tên gọi là phường Kim Bảng.

## Di tích
- Di tích lịch sử đình Phương Khê ở phường Kim Bảng là nơi thờ Đinh Tiên Hoàng Đế và bà Hoàng hậu Dương Thị Nguyệt người Kim Bảng, tương truyền vùng đất này là nơi vua đặt đồn trại và tuyển dụng binh lính trong chiến dịch dẹp loạn 12 sứ quân.[2]
- Miếu thờ thần Linh Lang Bạch Mã: Được dựng từ triều nhà Đinh, là một trong 4 di tích lịch sử có liên quan đến thời gian khởi nghiệp dẹp loạn 12 sứ quân thống nhất đất nước của Đinh Tiên Hoàng Đế tại thôn Đặng Xá, phường Kim Bảng, Ninh Bình. Đền tọa lạc tại đầu thôn, nơi tiếp giáp của 3 thôn: Đặng Xá, Điền Xá và Tranh Thôn.
- Cụm di tích Miếu Trung – Chùa Đặng – Đền miếu Bà: Di tích thời Đinh. Khi Đinh Bộ Lĩnh chiêu mộ hào kiệt đi dẹp loạn 12 sứ quân đã được vợ chồng hào trưởng Dương Đỉnh, Đặng thị Kính (vốn người Đặng Xá, Kim Bảng là cặp vợ chồng có của cải và uy tín ở địa phương) gả con gái tên là Dương Thị Nguyệt về làm vợ và đã sinh ra con gái đầu đặt tên là Đinh Thị Ngọc. Đinh Bộ Lĩnh đã về Đặng Xá lập đồn trại và truyền hịch Cần Vương dẹp giặc và đã có trên 600 người ứng mộ cùng với 180 tráng đinh Đặng Xá, Đồng Lạc, Khê Vĩ. Bình được 12 sứ quân thống nhất đất nước, đón Dương Thị Nguyệt về kinh đô Hoa Lư lập làm Hoàng hậu. Bà Hoàng hậu quê Kim Bảng cũng chính là người đã truyền dạy trò Xuân Phả hiện còn lưu giữ và trao truyền đến ngày nay ở đền Đại Hải Long Vương (Thanh Hóa). Sau này khi Lê Hoàn lên ngôi Hoàng đế, đã tôn phong Đinh Tiên Hoàng, hạ sắc chỉ cho xã Đại Hoàng lập miếu thờ và truyền chỉ cho thiên hạ cứ nơi nào vua Đinh đã lập đồn trại thì đều được rước sắc về lập đền thờ cúng. Dân Đặng Xá đã tới kinh thành rước sắc về lập miếu để thờ và được gọi là miếu Trung. Hiện nay, ở thôn Đặng Xá có di tích miếu Trung nằm gần chùa Khánh Hưng thờ Vua Đinh Tiên Hoàng cùng hoàng hậu Nguyệt Nương; các di tích đền miếu Bà và miếu Bóng Bà thờ công chúa Ngọc Nương.